# Queen + Paul Rodgers
Queen + Paul Rodgers byla hudební skupina založená v roce 2004 a skládající se ze zbylých členů kapely Queen a Paula Rodgerse.

## Počátek
V roce 2004 se na společném pódiu při oslavách 50 let kytar Fender setkali při skladbě All Right Now Brian May a Paul Rodgers – mezi oběma účinkujícími zavládla ta správná „chemie“ a zanedlouho se svět dočkal oznámení, že se Queen vrací v novém složení zpět na pódia. Ve skupině ovšem došlo k několika změnám… Na nové turné se již nevydal John Deacon, který se rozhodl věnovat rodině. Naopak Roger Taylor byl z této možnosti nadšený a nabídku na znovuobnovení skupiny okamžitě přijal. S kapelou dále vystupují Jamie Moses, Danny Miranda a Spike Edney.

## Turné a nové album

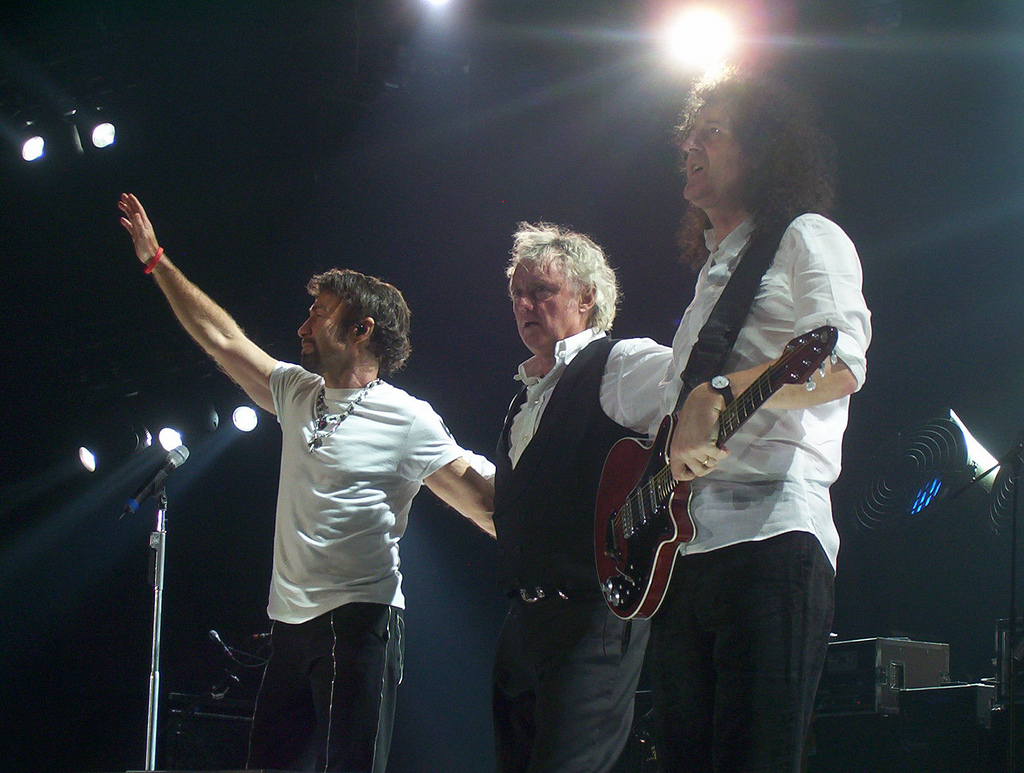
Queen + Paul Rodgers Tour 2005

Po skončení evropského turné v roce 2005, během kterého se mimo jiné koncertu dočkalo i pražské publikum, kapela vydala živé album a DVD Return of the Champions. V roce 2006 Queen + Paul Rodgers odehráli turné po Severní Americe. Poté následoval návrat do studia a práce na novém albu, které pod názvem The Cosmos Rocks vyšlo 15. září 2008.

## Konec spolupráce
14. května 2009 Paul Rodgers prohlásil v rozhovoru pro televizi VH1, že je spolupráce s duem Roger Taylor a Brian May u konce. Prý však ale i nadále počítá, že se s Queen opět setká na pódiu při nějaké charitativní akci, jako bylo třeba 46664.

## Diskografie
- Return of the Champions (2005)
- The Cosmos Rocks (2008)
- Live in Ukraine (2009)